# Bostan Xiang
Bostan Xiang (kinesiska: 博斯坦乡, 博斯坦) är en socken i Kina. Den ligger i den autonoma regionen Xinjiang, i den nordvästra delen av landet, omkring 140 kilometer sydost om regionhuvudstaden Ürümqi.
Genomsnittlig årsnederbörd är 127 millimeter. Den regnigaste månaden är juli, med i genomsnitt 32 mm nederbörd, och den torraste är januari, med 2 mm nederbörd.